# Cures Sabinorum
Cures Sabinorum (łac. Dioecesis Curensis) – stolica historycznej diecezji w Italii erygowanej w roku 465, a skasowanej w roku 593.
Współczesne miasto Fara in Sabina w prowincji Rieti we Włoszech. Obecnie katolickie biskupstwo tytularne ustanowione w 1968 przez papieża Pawła VI.

## Biskupi tytularni
| Lp. | Biskup                                          | Funkcja                                                 | Od                   | Do                |
| --- | ----------------------------------------------- | ------------------------------------------------------- | -------------------- | ----------------- |
| 1   | Manuel Samaniego Barriga                        | biskup pomocniczy Saltillo (Meksyk)                     | 30 kwietnia 1969     | 11 stycznia 1971  |
| 2   | Augusto Beuzeville Ferro                        | biskup pomocniczy Piury (Peru)                          | 12 kwietnia 1973     | 12 sierpnia 2004  |
| 3   | Juan de Dios Hernández Ruiz                     | biskup pomocniczy Hawany (Kuba)                         | 3 grudnia 2005       | 5 czerwca 2019    |
| 4   | Enrico Feroci arcybiskup tytularny pro hac vice | proboszcz parafii Matki Bożej Miłości w Rzymie (Włochy) | 30 października 2020 | 28 listopada 2020 |
| 5   | Michele Autuoro                                 | biskup pomocniczy Neapolu (Włochy)                      | 27 września 2021     |                   |